# Seiryoku-Zenyo-Kokumin-Taiiku
 (septembre 2024).
 (septembre 2024).
La mise en forme du texte ne suit pas les recommandations de Wikipédia : il faut le « wikifier ».
Les points d'amélioration suivants sont les cas les plus fréquents :
- Les titres sont pré-formatés par le logiciel. Ils ne sont ni en capitales, ni en gras.
- Le texte ne doit pas être écrit en capitales (les noms de famille non plus), ni en gras, ni en italique, ni en « petit »…
- Le gras n'est utilisé que pour surligner le titre de l'article dans l'introduction, une seule fois.
- L'italique est rarement utilisé : mots en langue étrangère, titres d'œuvres, noms de bateaux, etc.
- Les citations ne sont pas en italique mais en corps de texte normal. Elles sont entourées par des guillemets français : « et ».
- Les listes à puces sont à éviter, des paragraphes rédigés étant largement préférés. Les tableaux sont à réserver à la présentation de données structurées (résultats, etc.).
- Les appels de note de bas de page (petits chiffres en exposant, introduits par l'outil «  Source ») sont à placer entre la fin de phrase et le point final[comme ça].
- Les liens internes (vers d'autres articles de Wikipédia) sont à choisir avec parcimonie. Créez des liens vers des articles approfondissant le sujet. Les termes génériques sans rapport avec le sujet sont à éviter, ainsi que les répétitions de liens vers un même terme.
- Les liens externes sont à placer uniquement dans une section « Liens externes », à la fin de l'article. Ces liens sont à choisir avec parcimonie suivant les règles définies. Si un lien sert de source à l'article, son insertion dans le texte est à faire par les notes de bas de page.
- La présentation des références doit suivre les conventions bibliographiques. Il est recommandé d'utiliser les modèles {{Ouvrage}}, {{Chapitre}}, {{Article}}, {{Lien web}} et/ou {{Bibliographie}}. Le mode d'édition visuel peut mettre en forme automatiquement les références.
- Insérer une infobox (cadre d'informations à droite) n'est pas obligatoire pour parachever la mise en page.

Pour une aide détaillée, merci de consulter Aide:Wikification.
Si vous pensez que ces points ont été résolus, vous pouvez retirer ce bandeau et améliorer la mise en forme d'un autre article.
Le Seiryoku-Zenyo-Kokumin-Taiiku (精力善用国民体育) est un kata de judo, créé par Jigoro Kano en 1924. Faisant partie des 9 kata listés par le Kodokan, ce kata est composé de 3 parties : une partie exécutée seul (Tandoku Renshu), et deux parties pratiquées à deux (Sotai Renshu), Kime Shiki et Ju Shiki. La partie Tandoku Renshu est composée de 26 techniques, le kime shiki est composé de 10 techniques et le Ju Shiki est composé de 10 techniques.
Jigoro Kano le décrit comme "l'éducation physique du peuple (des citoyens) au bon usage de l’énergie".

## Techniques

### Tandoku Renshu

#### 1 Goho ate (série exécutée à droite, puis à gauche)
- Hidari mae naname ate,
- Migi ate,
- Ushiro ate,
- Mae ate,
- Ue ate.

#### 2 O-goho-ate (série exécutée à droite, puis à gauche)
- O hidari mae naname ate,
- O migi ata,
- O ushiro ate,
- O mae ate,
- O ue ate.

#### 3 Goho-geri (série exécutée à droite, puis à gauche)
- Mae Geri,
- Ushiro geri,
- Hidari mae naname geri,
- Migi mae naname geri,
- Taka geri,
- Kagami-migaki (mouvement répété plusieurs fois),
- Sayu-uchi (mouvement répété plusieurs fois),
- Zengo-tsuki (mouvement répété plusieurs fois),
- Ryote-ue-tsuki (mouvement répété plusieurs fois),
- O-ryote-ue-tsuki (mouvement répété plusieurs fois),
- Sayu-kogo-shita-tsuki (mouvement répété plusieurs fois),
- Ryote-shita-tsuki (mouvement répété plusieurs fois),
- Naname-ue-uchi (mouvement répété plusieurs fois alternativement à droite, puis à gauche),
- Naname-shita-uchi (mouvement répété plusieurs fois alternativement à droite, puis à gauche),
- O-naname-ue-uchi (mouvement répété plusieurs fois alternativement à droite, puis à gauche),
- Ushiro-sumi-tsuki (mouvement répété plusieurs fois alternativement à droite, puis à gauche),
- Ushiro-uchi (mouvement répété plusieurs fois alternativement à droite, puis à gauche),
- Ushiro-tsuki (mouvement répété plusieurs fois).

### Kime-shiki

#### 1 Idori
- Ryote-dori,
- Furi-hanashi,
- Gyakute-dori,
- Tsukkake (Tsuki-kake),
- Kiri-kake.

#### 2 Tachiai
- Tsuki-age,
- Yoko-uchi,
- Ushiro-dori,
- Naname-tsuki,
- Kiri-oroshi.

### Ju-shiki

#### 1er kyo
- Tsuki-dashi,
- Kata-oshi,
- Kata-mawashi,
- Kiri-oroshi,
- Katate-dori.

#### 2e kyo
- Katate-age,
- Obi-tori,
- Mune-oshi,
- Tsuki-age,
- Ryogan-tsuki.

## Sources
- Judo Kyohon Translation of Masterpiece by Jigoro Kano Created in 1931